# Râul Crișul Repede
Crișul Repede (în maghiară Sebes-Körös) este un râu ce izvorăște în nord-estul Munților Apuseni (Munții Gilăului), traversează depresiunea Huedin, trecătoarea Ciucea, depresiunea Vad - Borod, Dealurile de Vest, Câmpia de Vest, străbate orașele Huedin și Ciucea, județul Cluj, Aleșd și Oradea, județul Bihor și se varsă în Tisa pe teritoriul Ungariei. Parcurge un defileu cu sectoare de chei, peșteri și abrupturi stâncoase între localitățile Huedin și Vadu Crișului (Munții Plopiș și Pădurea Craiului).
Împreună cu râurile Crișul Alb și Crișul Negru formează cele trei Crișuri, cele mai importante râuri din regiunea Crișana. Numele provine din forma latină atestată Crisola, care la rândul său poate proveni fie din adjectivul grecesc Χρισός : „aurit”, din cauza prundișului aurifer, fie din limba dacică, presupunând că etimonul krísos ar fi avut semnificația de „negru”, în care caz denumirea de Crișul Alb este un oximoron iar cea de Crișul Negru un pleonasm.
Crișul Repede drenează versanții nordici ai masivelor Gilău Vlădeasa și Pădurea Craiului. Izvorăște de la altitudinea de 710 m, în apropiere de localitatea Izvoru Crișului, dintr-o zonă deluroasă de pe marginea nordică a Depresiunii Huedinului. Crișul Repede părăsește Depresiunea Huedinului în aval de Bologa, unde primește pe primul său afluent dinspre masivul Vlădeasa, Secuieu. După primirea Călatei și Secuieului, debitul Crișului Repede crește mult, mai ales spre sectorul defileului eruptiv de la Poieni, unde și pantele râului cresc de la 0,6 până la 0,7 %. 
Caracterul neechilibrat al profilului longitudinal continuă în aval până la ieșirea râului în câmpie. Astfel după Poieni râul pătrunde în Depresiunea Ciucea – Negreni. Râul are caracter montan accentuat, dimensiunea bolovanilor transportabili ating 30 – 40 cm. În această depresiune primește afluentul cel mai important, Drăganul cu lungime de 42 km, izvorăște de la altitudinea de 1500 m, de sub piatra Bohodeiului, având o cădere de 2,6 % până la vărsare. Acesta își culege apele de pe versantul vestic al Vlădesei în condițiile unei umidități deosebit de bogate (800 – 1200 l/m2) ne putem face o imagine asupra potențialului hidroenergetic. Crișul Repede părăsește Depresiunea Ciucea – Negreni la Bucea, unde râul pătrunde în defileul format între masivul Plopișului pe dreapta și Culmea Scomset – Dealul Mare din stânga. 
Imediat în aval de defileu, Crișul Repede primește cel de-al doilea afluent important Iadul, cu o lungime de 46 km. Imediat după obârșie, Iadul intră în depresiunea de la Stâna de Vale. De aici râul își formează un defileu lung cu căderi mari până la primul afluent mai important Valea Leșului, unde s-a realizat un lac de acumulare de 27,2 mil.m3 pentru alimentarea cu apă a municipiului Oradea. 
În aval Valea Iadului este străjuită de formațiunile calcaroase ale Pădurii Craiului, iar pe dreapta de șisturi cristaline. 
În Depresiunea Bratca, Crișul Repede primește de pe partea stângă pe Brătcuța (L = 14 km), Valea Misirului și Valea Izbândișului. 
În aval de Șuncuiuș, Crișul Repede pătrunde în defileul carstic de la Vad, unde în valea râului apar o serie de izvoare carstice, iar în Peștera Vadului se ivește un adevărat pârâu, cu un debit mediu de 212 l/s, care formează cascada de la Vadu Crișului. În aval de Defileul Vadu Crișului, din albia Crișului Repede se desprinde spre stânga o derivație de 9 km, care deservește hidrocentrala de la Aștileu, cu o putere instalată de 2000 KV. Fostul pârâu al Aștileului a fost transformat în canal de fugă al Hidrocentralei. În acest canal pătrund și apele Peșterii “Igrita”, aflat în vestul comunei Aștileu. În aval de Vadu Crișului, râul primește pe cel mai mare afluent al său de dreapta, Borodul (17 km).
Între Aleșd și Oradea primește o serie de afluenți mai mici, cum sunt : Gropanda, Nedeșul, Tășadul, iar în aval de Oradea la Sântandrei, râul Peța. 
Între anii 1896–1904 a fost construit Canalul Colector, lung de 61 km, cu direcția nord–sud, care face legătura între Crișul Repede și Crișul Negru. El adună apele dinspre dealurile piemontane ce invadau Câmpia, având o capacitate de transport de cca. 6 m3/s în apropierea prizei de la Tărian, aceasta mărindu-se până la 60 m3/s la vărsarea Colectorului în Crișul Negru la Mocear.

## Hărți
- Harta județului Bihor
- Harta județului Cluj
- Harta Munții Pădurea Craiului
- Harta Munții Bihor-Vlădeasa  Arhivat în 9 iunie 2008, la Wayback Machine.
- Harta Munții Vlădeasa

## Imagini

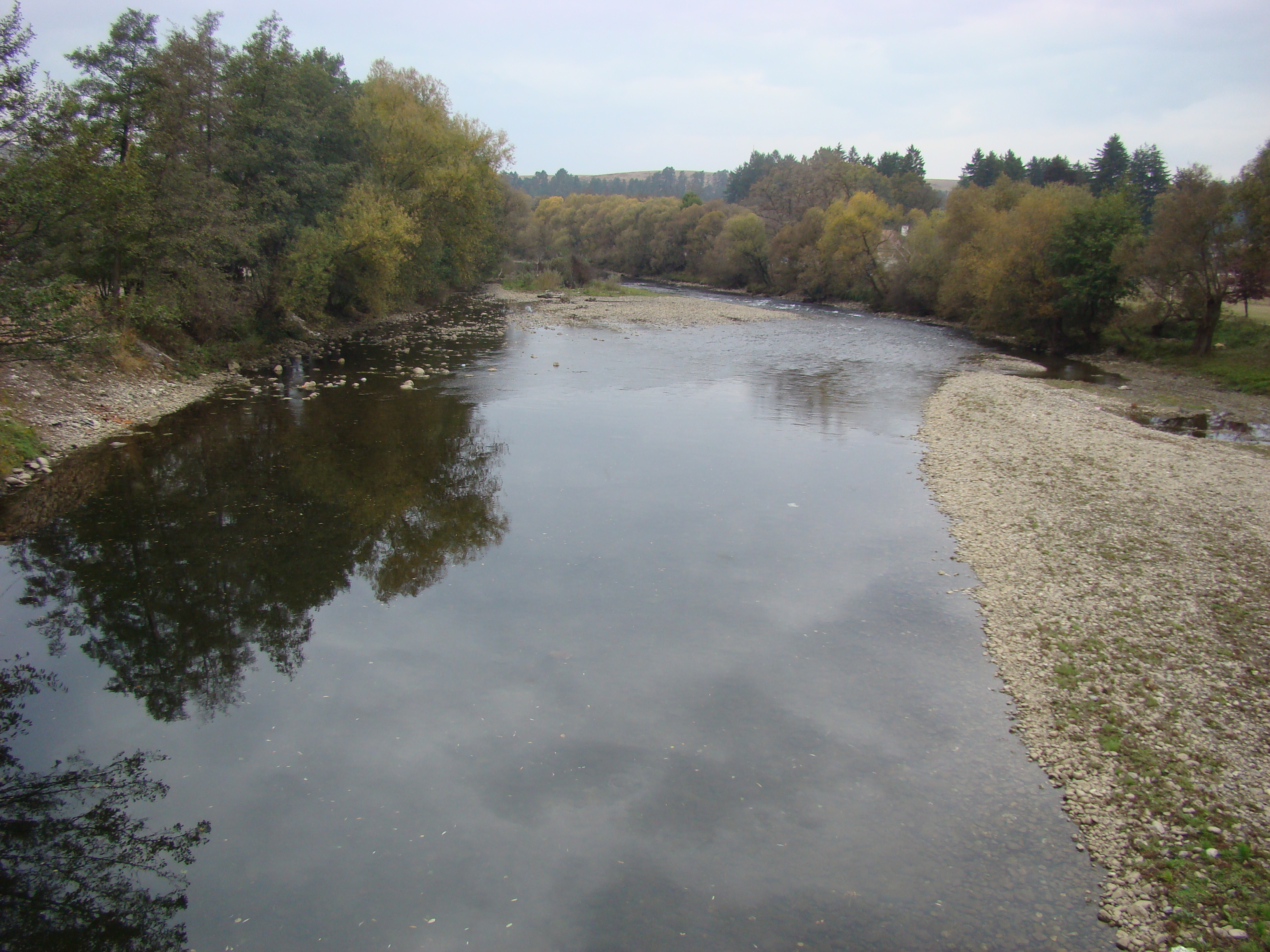
Crișul Repede la Bratca
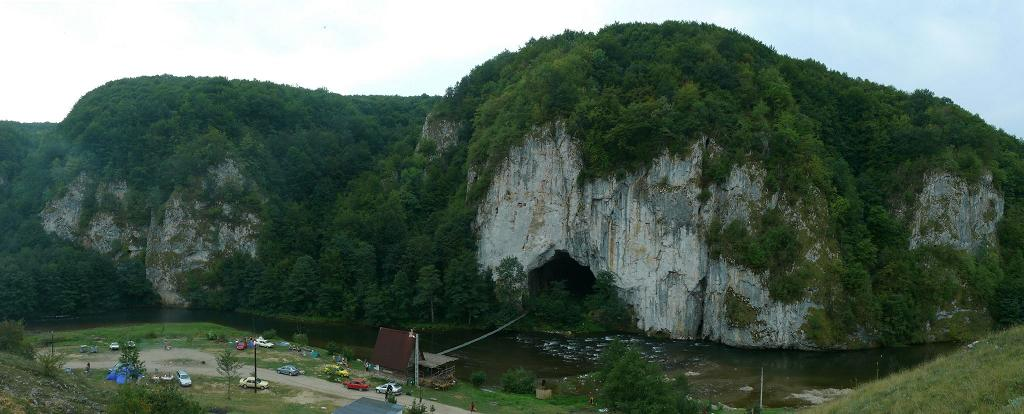
Peștera Ungurul Mare de la Șuncuiuș